# Мултаново
Мултаново (рос. Мултаново) — село у Володарському районі Астраханської області Російської Федерації.
Населення становить 1170 осіб (2010). Входить до складу муніципального утворення Мултановська сільрада.

## Історія
Населений пункт розташований на території українського етнічного та культурного краю Жовтий Клин. Згідно із законом від 6 серпня 2004 року органом місцевого самоврядування є Мултановська сільрада.

## Населення
| 2002 | 2010  |
| ---- | ----- |
| 1165 | ↗1170 |